# Гротовский, Ежи
Е́жи Мариа́н Грото́вский (пол. Jerzy Marian Grotowski, 11 августа 1933, Жешув, Польша — 14 января 1999, Понтедера, Италия) — польский театральный режиссёр, педагог, теоретик театра.

## Биография
Во время войны вместе с матерью и братом прятался от нацистов. В 1955 году окончил Государственную высшую театральную школу в Кракове. В 1955—1956 учился в ГИТИСе (мастерская Ю. А. Завадского).
Работал в «Театре 13 рядов» в Ополе.
В 1965 основал Театр-лабораторию в Вроцлаве. Развивал и воплощал концепцию «бедного театра» («К бедному театру» — так называлась его статья-манифест 1965 года, которая в 1968 году вошла в одноимённую книгу, составленную Эудженио Барбой), стал ведущей фигурой современной сцены.
В 1984 году создал Центр театрального эксперимента и поиска в Понтедере, превратившийся в место встреч мирового театрального авангарда.

## Творчество
Гротовский поставил «Орфея» Жана Кокто (1959), «Каина» Байрона (1960), «Мистерию-буфф» Маяковского (1960), «Сакунталу» Калидасы (1960), «Дзяды» по одноимённой поэме Мицкевича (1961), «Кордиана» Словацкого (1962), «Акрополь» Выспянского(1962), «Трагическую историю доктора Фауста» Марло (1963), «Стойкого принца» Кальдерона — Словацкого (1965), «Apocalypsis cum figuris» (композиция из Библии, произведений Достоевского, Словацкого, Т. С. Элиота, Симоны Вейль; три варианта, 1969—1973).
Развитием «бедного театра» впоследствии стал «Паратеатр» (1969—1978) и «Театр истоков» (1976—1982).

## Подготовка актера
Психофизиологическая подготовка труппы в театре Гротовского должна была до предела обострить способности «тотального актера» к отказу от себя, превратить спектакль в акт своеобразного священнодействия.

## Признание
Гротовскому была присуждена Государственная премия Польши (1972), премия Вроцлава (1975), он был избран почетным доктором университетов Вроцлава, Питтсбурга, Чикаго, в 1997 стал профессором Коллеж де Франс. В 1990 во Вроцлаве создан Институт имени Ежи Гротовского, он выпускает ежеквартальник «Театральные записки». По решению ЮНЕСКО, 2009 г. (десятилетие со дня смерти режиссёра) объявлен годом Гротовского.

## Сочинения
- От бедного театра к искусству-проводнику. — М.: АРТ, 2003
- К бедному театру. — М.: АРТ, 2009